# Herman Krebbers
Herman Albertus Krebbers (Hengelo (Overijssel), 18 juni 1923 – Tilburg, 2 mei 2018) was een Nederlandse concertviolist. Hij trad internationaal op als solist en in een vast duo met Theo Olof. Hij was concertmeester van het Residentie Orkest en het Concertgebouworkest en had ook een drukke praktijk als vioolpedagoog.

## Familie
Hij was zoon van marechaussee Gerrit Hendrikus Krebbers en Hendrika  Zweers. Hijzelf was getrouwd met pianiste Ans Torlau (Anna Maria Catharina Elisabeth Torlau, Amsterdam, 23 maart 1925 – Vught, 9 mei 2019), studiegenote van Krebbers aan het Muzieklyceum Amsterdam en met wie hij ook als duo (viool/piano) optrad. Hun zoon Oskar is vernoemd naar de leraar van Krebbers, Oskar Back.

## Loopbaan
Herman Krebbers groeide op in Ede. Op jonge leeftijd kreeg hij via een plaatselijke arts een Amati-viool in bruikleen. Het instrument overleefde een noodlottig ongeluk niet. Zijn eerste echte optreden was in 1933 in De Reehorst in Ede. Hij kreeg van zijn tiende tot zijn vijftiende in Arnhem vioolles van Marcelle Kan-De Haas, een oud-leerling van Oskar Back. Zij herkende zijn aanleg. Hij ging naar Amsterdam om er verder te studeren. Hij sloot er vriendschap met zijn studiegenoot Theo Olof. Beiden studeerden aan het conservatorium van de Vereniging Muzieklyceum. Hun viooldocent was de strenge Oskar Back, de gerenommeerde pedagoog die veel bekende Nederlandse violisten van deze generatie heeft opgeleid (Jo Juda, Willem Noske, Dulci Ouwerkerk, Davina van Wely).
Hij debuteerde in 1937 bij de Haarlemsche Orkest Vereniging met een vioolconcert van Wieniawski. Op 20 juni 1938 speelden Olof en hij voor het eerst samen met het Residentie Orkest onder Ignaz Neumark in het Scheveningse Kurhaus, als solisten in het dubbelconcert van Bach. Op 15-jarige leeftijd werd Krebbers uitverkoren om voor Nederland mee te dingen naar de British Council Music Prize 1939 in Londen. Hij behaalde zijn diploma aan het Muzieklyceum cum laude in de zomer van 1940, en werd op 17-jarige leeftijd concertmeester van de Arnhemsche Orkest Vereniging. In 1943 zegde hij deze baan op om de handen vrij te hebben voor zijn solocarrière. Vergeefs probeerde het Concertgebouworkest hem als concertmeester aan te trekken als vervanger van Zoltán Székely.
Op 15 april 1943 speelde Krebbers voor het eerst bij het Concertgebouworkest onder leiding van Willem Mengelberg, als solist in het vioolconcert van Brahms. Terwijl zijn vriend Theo Olof moest onderduiken in de bezettingsperiode, werd Krebbers lid van de Nederlandsche Kultuurkamer. Zo kreeg hij een opdracht om op 10 mei 1943 op te treden voor de Reichssender Berlin. Daarom kreeg hij na de oorlog een speelverbod voor de duur van twee jaren, maar in 1947 werd hij in hoger beroep door de Centrale Ereraad gerehabiliteerd.
Samen met Theo Olof was hij van 1950 tot 1962 concertmeester van het Residentie Orkest en daarna tot 1980 (alsnog) van het Concertgebouworkest, waar Olof vanaf 1974 opnieuw zijn collega was. Hij speelde als solist met vele orkesten in binnen- en buitenland. Het duo Krebbers-Olof trad vaak samen op. Ze werden vooral bekend door het dubbelconcert van Johann Sebastian Bach en de 44 duo's van Béla Bartók. Aan hen werden diverse composities opgedragen: 
- 20 duo's voor twee violen (1951) van Géza Frid;
- Concert voor twee violen en orkest, op. 40 (1952) van Géza Frid;
- Concert voor twee violen en orkest (1954) van Henk Badings;
- Suite voor twee violen nr 1, op. 110 (1955) van Willem Rettich;
- Rapsodie van Wolfgang Wijdeveld (ter gelegenheid van hun 20-jarig jubileum als duo).

In 1958 ontvingen Herman Krebbers en Theo Olof samen de onderscheiding Ridder in de Orde van Oranje-Nassau. Verder maakte Krebbers met het echtpaar Jean Decroos (cello) en Danièle Dechenne (piano) lange tijd deel uit van het Guarneri Trio.
In 1973 leek zijn loopbaan te stokken toen hij last kreeg van een ooginfectie. Hij herstelde, en ook van de door de ziekte ontstane plankenkoorts. Op 2 augustus 1979 viel Krebbers bij het afmeren van de familiezeilboot in de haven van Durgerdam in het water. Hij werd uit het water getrokken aan zijn rechterarm, die uit de kom raakte. Omdat zijn herstel langdurig en onzeker was, nam hij ontslag bij het Concertgebouworkest en legde zich toe op doceren. Onder zijn leerlingen bevinden zich bekende violisten als Frank Peter Zimmermann, Jeanne Lamon, Peter Tanfield, Szymon Krzeszowiec, Vera Beths, Emmy Verhey, Jacques Meijer, Maurits van den Berg jr., Gerard Hettema, Christiaan Bor, Natsumi Tamai, Saskia Viersen, Jeroen de Groot, Liza Ferschtman, Wouter Vossen en Rudolf Koelman. Velen van hen wonnen prijzen op belangrijke concoursen in binnen- en buitenland. Krebbers zelf had zitting in de jury's van concoursen over heel de wereld.
Krebbers woonde tijdens zijn laatste levensjaren in Tilburg en gaf thuis nog steeds vioolles. In 2009 beëindigde hij definitief zijn carrière. Hij overleed op 2 mei 2018 op 94-jarige leeftijd.
Een amateurconcours voor viool en cello in Kampen is naar hem vernoemd. In Ede was een theaterzaal naar Krebbers vernoemd.
- Bibsys: 4022495
- Biblioteca Nacional de España: XX870893
- Bibliothèque nationale de France: cb13896155t (data)
- Gemeinsame Normdatei: 134434234
- International Standard Name Identifier: 0000 0001 1455 3851
- Library of Congress Control Number: n82058934
- Nationale Bibliotheek van Letland: 000325953
- MusicBrainz: 6e2ab158-35f8-4557-b0f2-09a369accba0
- Nationale Bibliotheek van Tsjechië: xx0227918
- Nationale bibliotheek van Australië: 36522132
- Nationale Bibliotheek van Israël: 987007581661905171
- Nederlandse Thesaurus van Auteursnamen: 069235228
- SNAC: w6988txf
- Virtual International Authority File: 113579876
- WorldCat: E39PBJcR7R4yk9HKCDB9PQKmVC